# Biston nigra
Biston nigra là một loài bướm đêm trong họ Geometridae.